# БАС-200
БАС-200 — российская Беспилотная авиационная система, тяжёлый БПЛА вертолётного типа, предназначен для транспортировки грузов до 50 кг.
Кроме грузоперевозок (медикаментов, продуктов, почты и др.), БАС-200 способен производить мониторинг местности в светлое и тёмное время суток (разведка), аэрофотосъемку, магнитометрическую и тепловизионную съемки, поисково-спасательные операции, трансляции и ретрансляции теле- и радиосигналов.
БАС-200 планируется применять в Арктической зоне, но пока сертифицирован только на -10˚С. Наиболее перспективным применением БАС-200 является геологоразведка, поиск новых нефтяных и газовых месторождений.
БАС-200 построен по одновинтовой схеме с рулевым винтом. Хвостовое оперение с одним килем, шасси аппарата лыжного типа. Расчёт составляют 2 человека: командир ВС (внешний пилот) и оператор целевой нагрузки. Вертолёт и пульт управления перевозятся совместно в специальном контейнере на автомобиле.

## История
НЦВ Миля и Камова, используя наработки белорусского КБ «Беспилотные вертолеты», создали беспилотный вертолёт тяжёлого класса БАС-200.
В 2021 году летающая модель БАС-200 была представлена на авиасалоне МАКС. Машина стала первым в истории беспилотным участником летной программы авиасалона, совершив полет в автоматическом режиме.
В декабре 2021 года был испытан с новым геофизическим комплексом разведки массой 31 кг. В мае 2022 приступил к сертификационным испытаниям.
Сертификат типа был выдан 28 декабря 2022 года.
В 2023 году начата сборка БАС-200 на базе авиационного кластера в городе Кумертау (Башкортостан), создана полная технологическая цепочка по производству Беспилотной авиационной системы и завершено обучение персонала.
Почта России заключила на авиасалоне МАКС-2021 соглашение с НЦВ об использовании БАС-200 для перевозки грузов в труднодоступных регионах. Начиная с Чукотки, Почта России планирует охватить беспилотными аппаратами Камчатку, Ямало-Ненецкий и Ханты-Мансийский автономные округа. В 2023 году прошли тестовые полёты в условиях Крайнего Севера, через реку Обь из Салехарда в Лабытнанги. БПЛА успешно отработал при температуре до −30 °С, с полезной нагрузкой 10 кг, при интенсивности 7 рейсов в день.

## Тактико-технические характеристики
Источник данных: КДСТ ЛА, КДСТ двигателя, Ростех, Вертолёты России

Технические характеристики
- Экипаж: 2 человека (внешний экипаж)
- Грузоподъёмность: 35 кг[3] (сертификационная), 50 кг[7] (тестовая)
- Длина: 3,9 м[11]
- Высота: 1,2 м
- Максимальная взлётная масса: 185 кг (сертификационная), 200 кг[10] (тестовая)
- Масса топлива во внутренних баках: 44 кг (55 л бензина)
- Силовая установка: 1 × роторно-поршневой IAE50R-AA[англ.]
- Мощность двигателей: 1 × 37,3 кВт (51 л. с.) при 7750 об/мин.

Лётные характеристики
- Максимально допустимая скорость: 130 км/ч[3] (на высоте 2 км)
- Максимальная скорость:  расчётная 160 км/ч[7]
- Практическая дальность: 400 км (при управлении по цепочке станций), макс. удалённость от ПУ 27 км (сертификационная), 80 км (тестовая)[10].
- Практический потолок: 3500 м
- Статический потолок: 2000 м